# Punta Pourquoi Pas
Punta Pourquoi Pas (in inglese Pourquoi Pas Point) è un punto coperto dai ghiacci che forma l'ingresso occidentale della baia Victor e segnala il limite occidentale della Terra Adelia. Localizzato ad una latitudine di 66° 12′ S ed una longitudine di 136° 11′ E, venne Cartografato da una spedizione antartica francese nel 1950-52 ed intitolato nel 1954 alla nave Pourquoi-Pas?, battello utilizzato durante le esplorazioni antartiche francesi.